# مرغ مگس تیره
مرغ مگس تیره (نام علمی: Phaeoptila sordida) یک گونه از مرغ‌های مگس از خانوادهٔ مگس‌مرغان است. این تنها گونه‌ای است که در سردهٔ Phaeoptila قرار دارد.
مگس‌مرغ تیره بومی مکزیک است. زیستگاه‌های طبیعی آن جنگل‌های دشت نمناک نیمه‌گرمسیری یا گرمسیری و بوته‌زارهای نیمه‌گرمسیری یا گرمسیری با ارتفاع زیاد است.